# Сент-Кетерінс
Сент-Кетерінс (англ. St. Catharines — «Св. Катерини») — місто в канадській провінції Онтаріо.
Сент-Кетерінс розташоване за 51 км на південь від міста Торонто біля американського кордону. Тринадцятий за величиною населений пункт провінції. Населення — 131 989 жителів (перепис 2006), з передмістями — 390 317.

## Історія
Поселення засноване британцями-лоялістами в 1780-х роках, назване на честь дружини міського підприємця Роберта Гамільтона — Кетерін Гамільтон. На географічних картах назва вперше з'явилася у 1808 році. Разом із лоялістами у Сент-Кетерінс оселилося багато звільнених американських рабів-негрів. У середині XIX ст. чорношкірі складали близько 13% місцевого населення. В 1876 місто Сент-Кетерінс одержало міський статус.
Нині місто — частина промислового району, прозваного «Золотою підковою» (англ. Golden Horseshoe).
У Сент-Кетерінс знаходиться Брокський університет (англ. Brock University).
Місто є батьківщиною рок-гурту «Раш» та Alexisonfire.

## Українська діаспора
Українці почали оселятись в місті й на околицях з 1919 року. На початок 1970-х років у місті мешкало 11 тис. українців, 56% з них зберегло українську мову. Віросповідання: 24% українська католицька церква (2 парафії), 15% — українська православна церква (1 парафія), 23% — римокатолицька церква, 14% — протестанти, 9% — англіканська церква, 15% — інші.

## Відомі люди
- Лінда Євангеліста — канадська модель італійського походження.
- Браян Беллоуз — канадський хокеїст.
- Джек Мартін — канадський хокеїст.
- Христина Волер — гуманітарна і політична активістка українсько-ірландського походження
- Норман Фостер — драматург і почесний житель міста
- Браян Маккейб — канадський хокеїст.
- Ендрю Пітерс — канадський хокеїст.